# SN 1999dg
SN 1999dg – supernowa typu Ia odkryta 23 lipca 1999 roku w galaktyce UGC 9758. W momencie odkrycia miała maksymalną jasność 16,70m.